# 이노우에촌 (나가노현)
이노우에촌(井上村)은 나가노현 가미타카이군에 있던 촌이다. 현재의 스자카시 남서부에 해당한다.

## 역사
- 1889년 4월 1일 - 정촌제 시행에 의해 6개 촌의 구역을 확장해 성립하였다.
- 1955년 1월 1일 - 스자카시에 편입해, 동일 이노우에촌은 폐지되었다.

## 교통

### 철도
- 나가노 철도
  - 가토선 (폐선 시에는 야시로선)

### 도로
- 다니 가도(현・국도 제403호선

현재는 구촌 지역에 조신에쓰 자동차도로의 스사카 나가노히가시 나들목 있지만, 당시에는 미개통 상태였다. 

## 참고문헌
- 角川日本地名大辞典 20 長野県